# اتصال (فلم 1997)
اتصال  (بالإنجليزية: Contact) هو فيلم خيال علمي ودراما أمريكي صدر عام 1997 للمخرج روبرت زيميكس. وهو فيلم مقتبس عن رواية كارل ساغان التي تحمل نفس الاسم والمنشورة عام 1985. كتب كارل ساغان وزوجته آن درويان الخطوط العريضة لقصة الفيلم. جسّدت جودي فوستر دور البطولة، بشخصية الدكتورة إلينور «إيلي» إيرواي، وهي عالمة في برنامج البحث عن ذكاء خارج الأرض (إس إي تي آي)، تكتشف دليلًا قويًا على حياة خارج الأرض وتختار إجراء الاتصال الأول. يضم الفيلم نجومًا آخرين، وهم: ماثيو ماكونهي، وجيمس وودز، وتوم سكيريت، وويليام فيكنر، وجون هرت، وأنجيلا باسيت، وروب لوو، وجيك بوسي، وديفيد مورس.
بدأ كارل ساغان وآن درويان العمل على الفيلم في عام 1979، وكتبا معالجة الفيلم معًا بما يزيد عن مئة صفحة وأسموه اتصال لصالح شركة وارنر برذرز، وأنتجه بيتر غيوبر وليندا أوبست. عندما توقف الفيلم في مرحلة التطوير، نشر ساغان رواية اتصال عام 1985، وجُدد الفيلم المقتبس عام 1989. خطط رولاند جوفي وجورج ميلر لإخراجه، لكن انسحب جوفي بالإضافة إلى شركة وارنر برذرز عام 1993، وفُصل ميلر عام 1995. عُيّن روبرت زيميكس مخرجًا في النهاية، وصُوّر الفيلم في الفترة بين سبتمبر عام 1996 وفبراير عام 1997. تكفلت شركة سوني بيكتشرز إيميج وركس بمعظم مقاطع المؤثرات المرئية.
عُرض الفلم في 11 يوليو عام 1997، وحصد أكثر من 171 مليون دولار حول العالم. حصل الفيلم على جائزة هوغو لأفضل عمل درامي، وتلقى جوائز وترشيحات متعددة لجوائز زحل.

## الحبكة
تعمل الدكتورة إيلي إيرواي لصالح برنامج البحث عن ذكاء خارج الأرض في مرصد أرسيبو في بورتوريكو. بتوجيه من والدها -المتوفي في الوقت الحاضر- نحو العلوم والاتصالات، تصغي إلى البث الراديوي من الفضاء، على أمل إيجاد دليل على حياة فضائية. يسحب ديفيد دراملين، المستشار العلمي للرئيس، التمويل من برنامج البحث عن ذكاء خارج الأرض، لأنه يعتقد أن هذا السعي عقيم. تحصل إيرواي على الدعم من هادن للصناعات التي يديرها الصناعي الملياردير المتحفظ إس. آر. هادن، ما يسمح لها بإكمال مشروعها في مصفوفة كارل جي بالغة الكبر (في إل إيه) في نيومكسيكو.
بعد أربع سنوات في عام 1996 تقريبًا، وفي أثناء سعي دراملين لإلغاء برنامج البحث عن ذكاء خارج الأرض، تكتشف إيرواي إشارةً تُكرر سلسلةً من الأعداد الأولية، من الواضح أن مصدرها النظام النجمي النسر الواقع (فيغا) الذي يبعد 26 سنة ضوئية عن الأرض. يؤدي هذا الإعلان إلى محاولة دراملين ومجلس الأمن القومي بقيادة مايكل كيتز السيطرة على المنشأة. يكتشف فريق إيرواي فيديو مخبأ في الإشارة: وهو خطاب أدولف هتلر الافتتاحي في دورة الألعاب الأولمبية في برلين بألمانيا في صيف عام 1936. تفترض إيرواي وفريقها أن هذه هي الإشارة التلفزيونية الأولى القوية بشكلٍ كافٍ لتغادر الغلاف الأيوني للأرض، وتصل إلى النسر الواقع، ثم تُرسل عائدةً مرة أخرى.
يُوضع المشروع تحت حماية مشددة، ويُتابع تقدمه في كل أنحاء العالم. تكتشف إيرواي احتواء الإشارة على أكثر من 63,000 صفحة من البيانات غير المفهومة. يلتقي إس. آر هادن المنعزل إيرواي سرًا ليطلعها على وسائل حل شيفرة الصفحات. تكشف الصفحات مخططات لآلة معقدة مصممة وكأنها نوع من وسيلة نقل تتسع لشخص واحد.
تموّل دول العالم بناء هذه الآلة في كيب كانافيرال. تُشكَّل هيئة دولية لاختيار المرشح الذي سيسافر في الآلة. على الرغم من أن إيرواي هي المرشح الأبرز للذهاب، تتلاشى آمالها بسبب الفيلسوف المسيحي بالمر جوس، وهو أحد أعضاء الهيئة الذي قابلته في بورتوريكو ونشأت بينهما علاقة رومنسية لفترة قصيرة. عندما يلفت بالمر نظر الهيئة إلى إلحاد إيرواي، تختار الهيئة دراملين ممثلًا للبشرية بشكل أكبر. يدمر إرهابي متدين الآلة في أثناء اختبارها عن طريق تفجير انتحاري، ما يؤدي إلى موت دراملين وعدة أشخاص آخرين.
يكشف هادن المُصاب بالسرطان، والذي يقيم في هذا الوقت في محطة مير الفضائية، لإيرواي أن شركته صنعت مركبة ثانية بشكل سري في اليابان، وأنها المختارة للسفر على متنها. مزودةً بالعديد من أجهزة التسجيل، تدخل إيرواي في حجرة الآلة، التي تُترك لتسقط ضمن أربع حلقات تدور بشكل سريع، ما يسبب سفر الآلة كما يبدو عبر سلسلة من الثقوب الدودية. ترى إيرواي بنية تشبه مصفوفة راديوية في النسر الواقع، وعلاماتٍ لحضارة متقدمة على كوكب آخر. ثم تجد نفسها على شاطئ مشابه للصورة التي رسمتها في طفولتها لبينساكولا في فلوريدا، ويقترب منها شخص يشبه والدها المتوفي. تدرك إيرواي أنه شخص فضائي يتخذ شكل والدها ويحاول طرح الأسئلة عليها. يخبرها الفضائي أن منظر الشاطئ وهيئة والدها المألوفين قد استُخدما لجعل اتصالها الأول أسهل، وأن هذه الرحلة مجرد خطوة أولى للبشرية للانضمام إلى الأنواع الأخرى المسافرة في الفضاء.
تغيب إيرواي عن الوعي عندما تسافر عائدة عبر ثقب دودي. تستيقظ وتجد نفسها على أرضية الحجرة، ويناديها فريق التحكم بالمهمة عدة مرات. تُدرك إيرواي أن الحجرة، من خارج الآلة، بدت وكأنها سقطت خلال حلقات الآلة وهبطت على شبكة الأمان فقط. تصر إيرواي على أنها سافرت لمدة 18 ساعة تقريبًا، لكن لم تظهر أجهزة التسجيل إلا الضوضاء. تُشكَّل لجنة تابعة للكونغرس وتستنتج إمكانية كون الآلة والإشارة خدعة صممها هادن الذي كان قد توفي. تطلب إيرواي من اللجنة تصديق صحة شهادتها بإيمان. تعكس محادثة سرية عبر الإنترنت بين كيتز  والموظفة في البيت الأبيض راتشيل كونستانتين  وجود معلومات سرية مفادها أنه على الرغم من تسجيل أجهزة إيرواي ضوضاء فقط، فقد كانت مدة هذه الضوضاء 18 ساعة. تجتمع إيرواي وجوس مجددًا، وتحصل على الدعم المالي المستمر في «في إل إيه».

## طاقم التمثيل
- جودي فوستر
- ماثيو ماكونهي
- جيمس وودز
- جون هرت
- توم سكيريت

## وصلات خارجية
- مقالات تستعمل روابط فنية بلا صلة مع ويكي بيانات